# Lill-Hockalamm
Lill-Hockalamm är en sjö i Ljusdals kommun i Hälsingland och ingår i Ljusnans huvudavrinningsområde.